# Alfons Huber

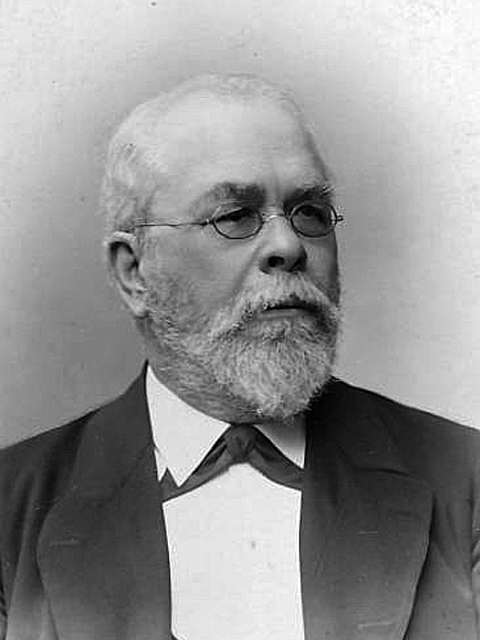
Alfons Huber.

Alfons Huber, född 14 oktober 1834 i Schlitters, Tyrolen, död 23 november 1898 i Wien, var en österrikisk historiker. 
Huber blev 1863 professor i historia vid Innsbrucks universitet och 1887 professor i allmän och österrikisk historia vid Wiens universitet samt 1893 generalsekreterare vid kejserliga vetenskapsakademien i Wien. Han skrev bland Geschichte Österreichs (band 1-5, 1885-95; i Heeren-Ukertska samlingen, går till 1648), Österreichische Reichsgeschichte (1895, andra upplagan, utgiven av Alfons Dopsch, 1901) och Österreichs diplomatische Beziehungen zur Pforte 1658-64 (1898).